# Antigua och Barbudas herrlandslag i fotboll
Antigua och Barbudas herrlandslag i fotboll spelade sin första match den 19 november 1972, då man åkte på storstryk med 1-11 mot Trinidad & Tobago i kvalet till VM 1974 i dåvarande Västtyskland.

## Historik
Antigua & Barbuda är en ganska stor karibisk östat och började bra i kvalet inför Sydafrika 2010 men kunde inte hålla upp formen och åkte ut. Antigua & Barbuda håller en bra plats på Fifa:s Coca-Cola World Ranking och i första omgången av Concacaf:kvalet slog man Aruba med stora siffror men förlorade sen mot Kuba i andra omgången. Det första mötet slutade respektabelt 4-3 till Kuba och Antigua & Barbuda var inte uträknade. Men i den andra matchen vann Kuba med 4-0 och gjorde slut på Antigua & Barbudas kval. Men laget gjorde bättre ifrån sig än i forna försök och kan bli en seriös tävlande i Nordamerika dom kommande åren.

### VM
- 1930 till 1970 - Deltog ej
- 1970 - Kvalade inte in
- 1978 - Deltog ej
- 1982 - Deltog ej
- 1986 till 2006 - Kvalade inte in

I kvalet till VM i Tyskland 2006 åkte man ut i första omgången mot Nederländska Antillerna.

### CONCACAF mästerskap
- 1963 till 1971 - Deltog ej
- 1973 - Kvalade inte in
- 1977 - Deltog ej
- 1981 - Deltog ej
- 1985 - Kvalade inte in
- 1989 - Kvalade inte in
- 1991 - Deltog ej
- 1993 - Kvalade inte in
- 1996 - Kvalade inte in
- 1998 - Kvalade inte in
- 2000 - Kvalade inte in
- 2002 - Kvalade inte in
- 2003 - Kvalade inte in
- 2005 - Kvalade inte in
- 2007 - Kvalade inte in

### Karibiska mästerskapet
- 1989 - Kvalade inte in
- 1990 - Kvalade inte in
- 1991 - Första omgången
- 1992 - Första omgången
- 1993 - Kvalade inte in
- 1994 - Kvalade inte in
- 1995 - Första omgången
- 1996 - Drog sig ur
- 1997 - Första omgången
- 1998 - 4:e plats
- 1999 - Kvalade inte in
- 2001 - Kvalade inte in
- 2005 - Kvalade inte in
- 2007 - Kvalade inte in
- 2008 - Första omgången
- 2010 - Första omgången
- 2012 - Första omgången
- 2014 - Första omgången